# Преступность на улицах
«Преступность на улицах» (англ. Crime in the Streets) — фильм нуар режиссёра Дона Сигела, который вышел на экраны в 1956 году.
Фильм рассказывает о главаре уличной банды нью-йоркских подростков Фрэнки Дейне (Джон Кассаветис), который решает убить мужчину, сдавшего члена его банды полиции. Для исполнения своего плана Фрэнки привлекает двух преданных ему парней (Марк Райделл, Сал Минео), однако в решающий момент Ричи, 10-летний брат Фрэнка, срывает их план. Фрэнки сначала хочет наказать брата, приставляя нож к его горлу, но затем, что-то в нём меняется, он убирает нож и нежно обнимает Ричи.
В основу фильма положена телевизионная пьеса Реджинальда Роуза, которая впервые вышла в эфир в 1955 году в программе The Elgin Hour в постановке Сидни Люмета. Сигел адаптировал пьесу для фильма, расширив некоторые эпизоды, но сохранил таких актёров, как Кассаветис, Райделл и Уилл Кулува.
После выхода на экраны фильм был неоднозначно принят критикой, однако сегодня признаётся одним из лучших фильмов о молодёжной преступности своего времени.

## Сюжет
В Нью-Йорке молодёжные банды «шершни» и «герцоги» сходятся в драке на территории портового склада. «Шершни» жестоко бьют «герцогов», вынуждая последних бежать. При этом они захватывают одного из «герцогов», которого уводят на свою территорию, продолжая избивать его в подворотне. Когда один из членов банды, Ленни Дэниелс (Джимми Огг), достаёт из кармана самодельный пистолет и начинает угрожать им «герцогу», это случайно замечает проживающий в доме мужчина средних лет мистер Макаллистер (Малколм Эттербери), который вызывают полицию. Вскоре по приказу главаря «шершней» 18-летнего Фрэнки Дэйна (Джон Кассаветис) взятого в плен «герцога» отпускают, однако появившийся полицейский задерживает Ленни и уводит его в участок.
Дома озлобленный на весь мир Фрэнки отказывается идти на контакт с матерью, одинокой официанткой, которая содержит помимо него ещё и его 10-летнего брата Ричи (Питер Вотриан), а также не хочет слушать искреннего и преданного делу социального работника Бена Вагнера (Джеймс Уитмор), который хочет помочь трудным подросткам найти их место в жизни. После того, как выясняется, что Ленни грозит год тюрьмы за угрозу оружием, Фрэнки клянётся отомстить Макаллистеру, с которым живёт в одном доме. Утром Фрэнки встречает Макаллистера на крыльце дома, угрожая изуродовать его лицо, однако когда Макаллистер резко отвечает ему, Фрэнки хватает его за воротник. Макаллистер вырывается и даёт Фрэнки пощёчину, а затем уходит. Это приводит Фрэнки в ярость, так как он не переносит, когда к нему прикасаются, тем более, когда это делается в такой форме на виду у многих соседей. Вечером Фрэнки вызывает на площадку пожарной лестницы, примыкающую к окну своей квартиры, двух наиболее преданных членов банды — психопатического Лу Мэклина (Марк Райделл) и 15-летнего тихого Анджело «Бейби» Джойю (Сэл Минео), отец которого (Уилл Кулува) содержит небольшое безалкогольное кафе в соседнем здании. Фрэнки сообщает, что собирается убить Макаллистера, и Лу и Анджело должны ему в этом помочь. В то время, как Лу воспринимает идею с восторгом, Бейби не хочет идти на столь серьёзное преступление, однако под давлением старших товарищей соглашается. Слова Фрэнки об убийстве случайно слышит через окно Ричи, не зная однако, кого и когда должны убить. Вскоре возвращается с работы усталая миссис Дэйн (Вирджиния Грегг), упрекая старшего сына, что он не хочет устраиваться на работу, чтобы помочь ей содержать семью. В ответ Фрэнки обвиняет мать, что та выбрала себе в мужья жесткого и агрессивного человека, который бросил её 10 лет назад. Затем Фрэнки угрожающе говорит Ричи, чтобы тот никогда больше не смел подслушивать, после чего уходит на улицу. На встрече с остальными «шершнями» Фрэнки рассказывает о плане убийства Макаллистера, предлагая остальным обеспечить ему алиби, однако никто из банды не соглашается быть связанным с убийством, и они уходят, оставляя Фрэнки с Лу и Бейби. Когда выясняется, что Ленни приговорён к году тюрьмы, Фрэнки заходит в кафе Джойи, чтобы поговорить с Бейби, однако мистер Джойя, считающий, что Фрэнки дурно влияет на его сына, выгоняет Фрэнки из кафе. Когда мистер Джойя бьёт сына, предупреждая, чтобы тот держался подальше от Фрэнки, появляется Бен. Он говорит отцу, что с помощью кулаков тот ничего не добьётся, а единственный путь повлиять на подростков — это проявить терпение и попытаться понять их. Позднее Мария (Дениз Александер), сестра Бейби, которая влюблена в Фрэнки, просит у него прощение за поведение её отца, однако Фрэнки не обращает на неё внимания. Собрав Лу и Бейби, Фрэнки сообщает им, что планирует убить Макаллистера следующим вечером в подворотне прямо около своего дома, что немного настораживает Лу, который полагает, что лучше было бы сделать это где-нибудь подальше. Следующим вечером Бен встречает на улице Ричи, который в волнении сообщает ему, что Фрэнки хочет кого-то убить. Бен приходит к Фрэнки домой для того, чтобы поговорить с ним по душам, однако Фрэнки не желает слушать его речи о том, что всё в жизни можно изменить к лучшему.
Мистер Джойя не хочет отпускать Бейби на улицу, прося пожалеть больную мать, однако Бейби всё равно уходит. Во время встречи в подворотне Фрэнки в деталях излагает Лу и Бейби план убийства, определяя для каждого его роль. Убийство запланировано на пол второго ночи, когда Макаллистер будет возвращаться домой после игры в боулинг. Когда парни уже собираются расходиться, они видят на улице пьяного, и Фрэнки решает отрепетировать на нём свой план. В соответствии с договорённостью, Бен ложится на краю подворотни и начинает рыдать для привлечения к себе внимание. Когда пьяный подходит, чтобы выяснить, в чём дело, Лу хватает и держит его, а Фрэнки достаёт свой нож-бабочку. Затем Фрэнки, не тронув его, отпускает испуганного человека, после чего замечает Ричи, который наблюдал за этой сценой. Фрэнки хватает брата и угрожает порезать его, если тот проболтается. Бейби напуган жестокостью сцены и хочет отказаться от участия в убийстве, однако Фрэнки убеждает его, что не будет убивать Макаллистера, а только напишет ножичком у него на груди слово «крыса». Когда миссис Дейн возвращается по улице домой, Бен пытается поговорить с ней о Фрэнки, но она слишком устала для серьёзного разговора. Вернувшись домой, она видит рыдающего Ричи, который запуган Фрэнки. Когда она находит Фрэнки и пытается поговорить с ним, тот кричит на неё, в ответ миссис Дейн даёт ему пощёчину. Это приводит Фрэнки в ярость, и он уходит в своё убежище на пожарную лестницу. Вскоре к Фрэнки по лестнице поднимается Бен, чтобы ещё раз с ним поговорить. Бен объясняет, что ему понятна ярость Фрэнки, которая проистекает из многих лет жестокого обращения и безразличия, но говорит молодому человеку, что он не одинок и уговаривает его использовать свою энергию на добро, а не культивировать свою ненависть и не пытаться выделиться из общей массы плохими делами. Фрэнки отказывается прислушаться к словам Бена и молча забирается обратно в свою квартиру. В полвторого ночи Фрэнки, Лу и Бейби встречаются в подворотне и в соответствии с планом хватают возвращающегося домой Макаллистера. Когда Фрэнки достаёт нож и подносит его к Макаллистеру, неожиданно появляется Ричи и отталкивает брата в сторону. Разъярённый Фрэнки требует, чтобы все ушли, включая Макаллистера, а сам берёт брата и приставляет нож к его горлу. Однако когда Ричи говорит, что любит Фрэнки, тот убирает нож и тепло обнимает брата. Появляется Бен, который видит эту сцену. Фрэнки отправляет Ричи домой, а сам выходит из подворотни на улицу вместе с Беном. Они видят, как в следующем квартале Макаллистер разговаривает с полицейским. Бен обнимает Фрэнки за плечи, и они вместе идут навстречу полицейскому.

## В ролях
- Джеймс Уитмор — Бен Вагнер
- Джон Кассаветис — Фрэнки Дэйн
- Сэл Минео — Анджело «Бейби» Джойя
- Марк Райделл — Лу Маклин
- Вирджиния Грегг — миссис Дейн
- Питер Вотриан — Ричи Дейн
- Уилл Кулува — мистер Джойя
- Малкольм Эттербери — Макаллистер
- Дениз Александер — Мария Джойя

## Создатели фильма и исполнители главных ролей
Как отметили историки кино Джефф Стаффорд и Артур Лайонс, этот фильм режиссёр Дон Сигел поставил после своего «очень влиятельного научно-фантастического триллера „Вторжение похитителей тел“, который вышел годом ранее» . По словам Стаффорда, следующим фильмом Сигела стал поставленный в Испании довольно малоизвестный «Испанский роман» (1957), который сам Сигел считал одной из самых слабых своих работ. В дальнейшем Сигел прославился благодаря таким криминальным лентам, как «Линейка» (1958), «Убийцы» (1964), «Грязный Гарри» (1971), «Чарли Вэррик» (1973) и «Побег из Алькатраса» (1979).
Как отмечено на сайте Американского института киноискусства, хотя в титрах фильма указывается, что Кассаветис впервые появляется на экране в этом фильме, на самом деле у него уже были краткие роли в фильмах «Четырнадцать часов» (1951) и «Такси» (1953). В этой картине он сыграл свою первую главную роль. Уже через год после этого фильма Кассаветис привлёк к себе «позитивное внимание критики с картиной Мартина Ритта „На окраине города“ (1957), где сыграл невротического докера, с которым подружился Сидни Пуатье». В дальнейшем Кассаветис сыграл, в частности, в таких признанных фильмах, как «Убийцы» Сигела, «Грязная дюжина» (1967) Роберта Олдрича, «Ребёнок Розмари» (1968) Романа Полански, а также поставил 12 фильмов как режиссёр, среди которых наиболее известны «Лица» (1968), «Женщина под влиянием» (1974), «Убийство китайского букмекера» (1976) и «Премьера» (1977). На счету Кассаветиса три номинации на «Оскар» в различных категориях: как лучший актёр второго плана — за фильм «Грязная дюжина», как лучший сценарист — за фильм «Лица» и как лучший режиссёр — за фильм «Женщина под влиянием».
Марк Райделл позднее сыграл в фильме «Долгое прощание» (1973), а как режиссёр поставил такие значимые картины, как «Увольнение до полуночи» (1973), «Ковбои» (1974), «Роза» (1979) и «На золотому пруду» (1981), за который был номинирован на «Оскар» как лучший режиссёр. Как отмечает историк кино Майкл Кини, «будущее несчастного Сэла Минео», более всего известного по великолепной игре в роли беспокойного тинейджера в драме «Бунтарь без причины» (1956), сложилось не столь удачно. Несмотря на две номинации на «Оскар» за роли второго плана, «его карьера станет турбулентной ездой по американским горкам, пока трагически не оборвётся в 1976 году, когда его зарежут перед входом в его голливудский дом».

## История создания фильма
Как пишет историк кино Джефф Стаффорд, на волне двух кассовых хитов — «Дикарь» (1953) и «Школьные джунгли» (1955) — тема молодёжной преступности и подростковых банд вдохновила поток фильмов, направленных на молодёжный рынок. Хотя большинство из них были чисто эксплуатационными фильмами, такими как «Драка в доках» (1956) и «Старшеклассницы-чертовки» (1958), было также несколько попыток подойти к теме как к драме о социальных проблемах, близких к тем двум фильмам, которые положили начало этому направлению. К числу таких фильмов относится и «Преступность на улицах».
В основу этого фильма положена одноимённая телевизионная пьеса Реджинальда Роуза, которая впервые вышла в 1955 году в телепрограмме The Elgin Hour в постановке Сидни Люмета. В том телефильме, в частности, играли Джон Кассаветис, Марк Райделл и Уилл Кулува, которые повторили свои роли в фильме Сигела. В апреле 1955 года «Голливуд репортер» сообщал, что продюсер Винсент Феннелли ведёт переговоры о постановке полнометражного фильма с режиссёром телеэпизода Сидни Люметом, отметив, что фильм будет сниматься на натуре в Нью-Йорке. Тем не менее, в конце концов, фильм снимался в студии Сэмюэла Голдвина в Лос-Анджелесе. Позднее кинокомпания Allied Artists взяла в качестве режиссёра Дона Сигела, которому было поручено расширить часовую телепостановку до полнометражного фильма. В качестве актёров в фильм были приглашены также Сэл Минео и Джеймс Уитмор, заменивший Роберта Престона из телепостановки, который в то время был занят работой на Бродвее.
Как написал в своей автобиографии Дон Сигел, переложение фильма для большого экрана было не простым делом: «Стало абсолютно существенным произвести кинематографические изменения в картине. Хотя я никогда не встречался Реджинальдом Роузом, я слышал от своего продюсера Винсента Феннелли, что Реджинальд не был доволен некоторыми из моих изменений… Одно было ясно: я не буду переносить телепьесу на киноэкран, делая вид, что снял кино. Ни ему, ни Сидни Люмету это бы не понравилось. Также, как и Кассаветису и Марку Райделлу, двум отличным актёрам, которые играли в изначальной версии». Как далее вспоминал Сигел, «Феннелли предложил для съёмок идею единой декорации, которая включала бы и интерьеры, и уличные сцены. Всё в картине было снято в этой одной огромной декорации, за исключением драки в самом начале, которая была снята в открытом павильоне студии Сэмюэла Голдвина. К счастью, у нас было двое талантливых людей, благодаря которым всё сработало — это наш художник-постановщик Серж Кризман, который творчески выполнил декорации, а также оператор Сэм Ливитт, вдохновенно и оригинально выполнивший свою работу. Сложная декорация обошлась примерно в 35 тысяч долларов, но, что важнее, она позволила мне сэкономить значительное время на съёмки».
По словам Стаффорда, на самом деле, «самым трудным аспектом для Сигела при создании фильма была работа с Кассаветисом и Райделлом, которые играли в телеверсии, и у них были собственные идеи о том, как надо играть их роли на большом экране. Оба неоднократно вступали с режиссёром в споры по поводу его творческих решений». Особенно энергичен был Кассаветис, однако вскоре он отошёл от такого типа ролей, сказав в интервью 1957 года: «Я не актёр в рваной рубахе. Люди стали ошибочно принимать меня за энергичного, проблемного представителя современной американской молодёжи, потому что за два первых года на телевидении я был неизменно с ножом в руке. Факт заключается в том, что я не молодёжный преступник и никогда им не был».
Сигелу также приходилось находить общий язык с Администрацией производственного кодекса, которая занималась цензурированием фильмов в Голливуде. В письме Джеффри Шёрлока из Администрации производственного кодекса от сентября 1955 года сценарий был назван неприемлемым. Шёрлок, в частности, утверждал, что фильм «содержит крайности насилия и жестокости, которые находятся в полном противоречии с Кодексом» и что фильм «заходит слишком далеко за пределы благоразумия и сдержанности». 13 сентября 1955 года Феннелли дал ему ответ, за которым последовала дискуссия, по итогам которой Феннелли согласился на различные изменения, включая следующее: «Насилие и продолжительность драки банд будет сокращена. Мне будет разрешено показать две банды, как они описаны в сценарии, идущими друг на друга с таким оружием, как палки, дубины, ремни, цепи и пр…, убрав разбитые бутылки и другое оружие подобного плана… Во время драки на первый план выйдут звуковые эффекты и тёмный экран с главными титрами картины». Помимо этого, Феннелли добавил, что «сцена планирования убийства Макаллистера будет сохранена. Однако она будет изменена таким образом, что Фрэнки, Лу и Бейби договорятся о том, что Макаллистер не будет убит, но будет унижен, когда его заставят лизать грязь, ползти на коленях по тротуару и пр. Лу будет возражать против того, чтобы не следовать плану убийства». В своём ответе Феннелли от 15 сентября 1955 года Шёрлок одобрил изменения и кроме того попросил добавить в сцену, где члены банды обсуждают убийство Макаллистера, «немного реплик, которые… развенчали бы идею того, что мальчики, которые отказываются от предложения убийства, являются трусами. Это нормально, что Фрэнки бросает им такое обвинение, но кто-то, возможно, Бейби, должен ответить ему и поставить вопрос в правильном свете». Окончательно фильм получил одобрение Администрации производственного кодекса 14 марта 1956 года.
Фильм находился в производстве в течение ноября 1955 года, его премьера состоялась 23 мая 1956 года в Нью-Йорке, а в прокат фильм вышел 10 июня 1956 года.

## Оценка фильма критикой
Как отмечает ДЖефф Стаффорд, «что было типично для большинства фильмов категории В того времени, „Преступность на улицах“ была принята публикой без особых фанфар, а реакция критики было определённо неоднозначной». Как, в частности, написал в своей рецензии обозреватель «Нью-Йорк таймс» Босли Краузер, «вы помните Маленьких крутых парней, Мальчиков из Бауэри и Ребят из Тупика, фильмы с участием которых выходили с десяток лет назад? Их более обеспеченных потомков можно увидеть в этой бедной драме о молодых преступниках. Единственная разница заключается в том, что нынешние актёры, в отличие от прежних, говорят на приджазованном жаргоне и танцуют под ритмы рок-н-ролла. И у них есть ножи-бабочки — то чего не было у маленьких крутых парней. В остальном же молодые преступники в этом маленьком трущобном фильме — это тот же выводок псевдо-обозлённых парней. Да и сама картина выглядит точно так же, как некоторые другие из тех терзаний прошлого категории В». Как резюмирует своё мнение Краузер, несмотря на «убедительность» Кассаветиса и Минео, а также «шикарную игру» Райделла в роли «курящего травку панка с лоснящимся лицом», фильм получился «ограниченным и слабым». С другой стороны, обозреватель The New York Herald Tribune, был восхищён Кассаветисом, заметив, что он «играет обозлённого юношу с напряжённой убеждённостью», а журнал «Тайм» назвал картину «достаточно серьёзным небольшим социологическим триллером, который немного даёт слабину в том, что можно назвать сентиментальностью — идеей о том, что у каждого мусорного ведра есть своя серебряная подкладка».
Как отмечает современный кинокритик Майкл Кини, «несмотря на хорошую игру Кассаветиса и Вотриана, фильм не смог подняться на коммерческом успехе фильмов 1955 года „Бунтарь без причины“ и „Школьные джунгли“. Несколько хороших кадров на улицах Нью-Йорка могли бы придать этому в остальном приятному фильму столь отчаянно необходимое ему ощущение реализма». Стаффорд назвал картину «одним из наиболее искренних фильмов с добрыми намерениями» на тему о молодёжной преступности, отметив также, что «если от просмотра фильма возникает ощущение снятой на плёнку театральной постановки, это связано не столько с режиссурой и актёрской игрой, сколько с театральной природой изначальной телепьесы». Другой современный кинокритик Деннис Шварц, обращает внимание, что этот «фильм сделан на мизерном бюджете и снят в студийном павильоне с единственной декорацией подворотни». Тем не менее, получилась «живая и напряжённая мелодрама о молодёжной банде, слоняющейся по грязным улицам, и она значительно более адекватна и сильна, чем некоторые другие фильмы на ту же тему, такие как „Странники“ (1979) и „Вестсайдская история“ (1961)». По словам Шварца, «хотя в этом фильме много разговоров и акцент сделан скорее на психологическую драму, чем на действие, немногие его сцены экшна тем не менее выполнены хорошо». Подводя итог, Шварц пишет, «несмотря на то, что фильм устарел, он по-прежнему интересен благодаря прекрасной режиссуре Сигела, хорошей игре великолепного актёрского состава, и ему всё ещё есть что сказать ценного». Как отмечает Брюс Эдер, «хотя сценарий фильма кажется немного перегруженным пустыми разговорами, однако Сигел делает всё возможное для того, чтобы камера постоянно была в движении и чтобы сцены — большинство из них, жестокие — были бы хорошо смонтированы, так что в фильме нет визуально скучных моментов». В итоге, по мнению Эдера, «Сигел, оператор Сэм Ливитт, монтажёр Ричард С. Мейер и композитор Франц Вексман делают из фильма нечто большее, чем был способен дать сценарий Роуза». Эдер также отмечает, что «за игрой Кассаветиса и компании по-прежнему интересно наблюдать, даже несмотря на то, что в последующие полвека сценарий и чувства, стоящие за ним, устарели. А умение Сигела работать с материалом делают этот фильм одной из лучших и выдержавших испытание временем драм о городской молодёжной преступности благодаря тому, что он уменьшает назидательность сценария ради более достойных внимания образов и конфликтов».